# Référendum constitutionnel ouzbek de 2002
Le référendum constitutionnel ouzbek de 2002 a lieu le 27 janvier 2002 afin de permettre à la population de l'Ouzbékistan de se prononcer sur deux modifications de la constitution de 1992.
La première porte sur le passage au bicamérisme avec la création d'un Sénat pour chambre haute du parlement, l'Oliy Majlis. La seconde porte sur le passage du mandat du Président de la république du quinquennat au septennat.
Les deux questions sont approuvées à plus de 90 %.

## Résultat
Les deux questions figurent sur le même bulletin de vote.
| Choix                  | Bicamérisme | Bicamérisme | Septennat  | Septennat |
| Choix                  | Votes       | %           | Votes      | %         |
| ---------------------- | ----------- | ----------- | ---------- | --------- |
| Pour                   | 11 344 242  | 93,65       | 11 117 841 | 91,78     |
| Contre                 | 768 828     | 6,35        | 995 229    | 8,22      |
|                        |             |             |            |           |
| Votes valides          | 12 113 070  | 12 113 070  | 12 113 070 | 99,99     |
| Votes blancs et nuls   | 700         | 700         | 700        | 0,01      |
| Total                  | 12 113 770  | 12 113 770  | 12 113 770 | 100       |
| Abstention             | 1 152 832   | 1 152 832   | 1 152 832  | 8,69      |
| Inscrits/Participation | 13 266 602  | 13 266 602  | 13 266 602 | 91,31     |